# Швейцарская Первая лига
Первая лига (1. Liga Classic) — бывшая третья по значимости футбольная лига Швейцарии, с сезона 2012/2013 — четвёртый уровень швейцарского футбола. Является низшей профессиональной футбольной лигой в Швейцарии. Соревнования проводятся под эгидой Швейцарского футбольного союза.

## Структура розыгрыша
В сезоне 2012/2013 в лиге примут участие 42 клубов из Швейцарии и Лихтенштейна, разбитые на три группы по географическому признаку (ранее было 48 клубов). В первой группе играют команды из Западной Швейцарии, в основном, франкофонские кантоны. В группе 2 соревнуются команды из Центральной Швейцарии, немецко- и франкоговорящие кантоны. Группа 3 состоит из клубов Восточной Швейцарии и Лихтенштейна, немецкие кантоны и итальянский кантон Тичино.
Участвующие в соревновании клубы проводят между собой двухкруговой турнир. По итогам турнира шесть лучших команд, по две из каждой группы, разыгрывают две путевки в дивизион выше. В сезоне 2011/2012, в связи с формированием нового уровня, Первой лиги Промоушен, будут отобраны семь лучших команд (по две из каждой группы и лучшая третья команда).
Клубы, занявшие два последних места в своих группах, вылетают в любительскую Вторую лигу.
В соревнованиях могут принимать участие молодёжные составы клубов из высших лиг, часто они и выигрывают соревнования. Однако, до сезона 2012/2013 они не могли пройти в дивизион выше.

## Первая лига (классическая) Швейцарии в сезоне 2012/2013
В сезоне 2012/13 в четвёртом швейцарском дивизионе заявлены 42 команды, из них 2 клуба из Лихтенштейна и 6 вторых составов.
| Группа 1 (Запад) | Группа 2 (Центр)  | Группа 3 (Восток)    |
| ---------------- | ----------------- | -------------------- |
| Булле            | Баден             | Бальцерс             |
| Дюдинген         | Блэк Старз Базель | Бьяскези             |
| Эшален           | Дорнах            | Кам                  |
| Гран-Ланси       | Грассхоппер II    | Эшен-Маурен          |
| Ле-Мон           | Гренхен           | Госсау               |
| Малли            | Кёниц             | Хёнгг                |
| Мартиньи         | Люцерн II         | Кройцлинген          |
| Мейрин           | Мюнсинген         | Мендризио-Стабио     |
| Монтей           | Муттенц           | Мури                 |
| Натерс           | Шётц              | Рапперсвиль-Йона     |
| Тер-Сант         | Серьер            | Тичино U18           |
| Тун II           | Золотурн          | Веттсвиль-Бонштеттен |
| Урания           | Ванген-бай-Ольтен | Винтертур II         |
| Янг Бойз II      | Цофинген          | Цуг 94               |